# Хуйларт
Хуйларт, или Хойлар (нидерл. Hoeilaart), — небольшая пригородная коммуна в провинции Фламандский Брабант, Фландрия, королевство Бельгия. Коммуна имеет важное стратегическое значение для Фландрии, так как она отделяет преимущественно франкоязычный Брюссельский столичный округ от франкоязычной Валлонии. На западе граничит с уже офранцуженной (на 65—68 %) коммуной Синт-Генезиус-Роде, имеющей языковые льготы для франкофонов, а на востоке упирается в коммуну Оверейсе. По состоянию на 2018 год в Хуйларте проживало 11 172 человека на площади в 20,43 км² (плотность населения — 547 человек на км²). Официальный язык — нидерландский, языковых льгот проживающие здесь франкофоны не имеют. Большая часть трудоспособного населения занята в Брюсселе, традиционное занятие сельского населения — виноградарство по опушкам Суаньского леса, некогда занимавшего почти всю территорию коммуны.

## Проблемы
Коммуна подвержена постепенной галлизации, число франкофонов в ней составляет не менее 25 % и имеет тенденцию к дальнейшему росту. Так как с 1947 года данные о родном языке жителей Бельгии не собираются, родной язык рожениц фиксируется в роддомах. В 2008 41,6 % рождений прошлось на фламандок, 34,4 % на франкоязычных женщин; и около 24 % на аллофонок Из-за продолжающегося распространения французского языка в коммуне отношения между фламандцами и франкофонами крайне напряжены.